# カステル・ロッツォーネ
カステル・ロッツォーネ（伊: Castel Rozzone ( 音声ファイル)）は、イタリア共和国ロンバルディア州ベルガモ県にある、人口約2,800人の基礎自治体（コムーネ）。

## 地理

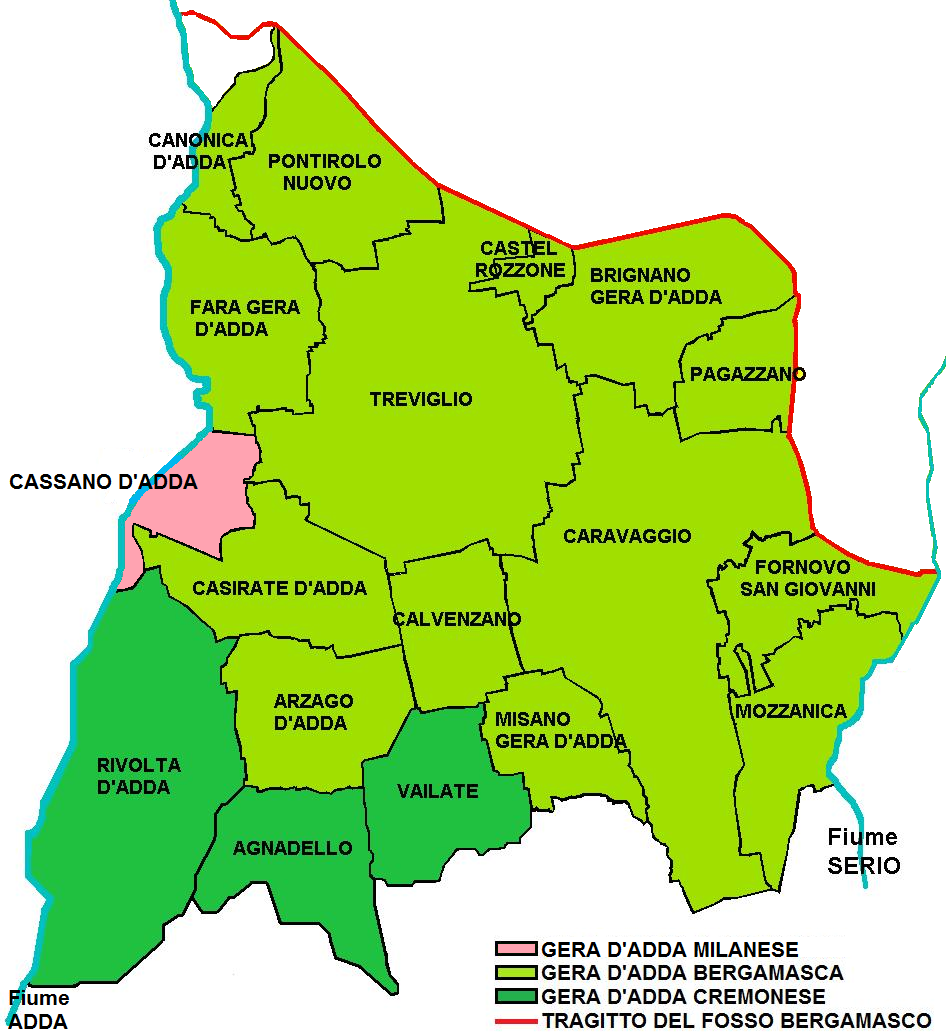
ジェーラ・ダッダ地方は3県にまたがる（黄緑：ベルガモ県、緑：クレモナ県、桃：ミラノ県）。赤線はフォッソ・ベルガマスコで、アッダ川とセーリオ川を結ぶ部分が示されている。

### 位置・広がり
ベルガモ県南西部、ジェーラ・ダッダと呼ばれる地域に位置する。県都ベルガモから南南西へ16km、州都ミラノから東北東へ36kmの距離にある。
| 隣接するコムーネは以下の通り。 - ルラーノ - 北東 - ブリニャーノ・ジェーラ・ダッダ - 南東 - トレヴィーリオ - 南西 - アルチェネ - 北西 |

### 地震分類
イタリアの地震リスク階級 (it) では、3 に分類される
。